# Verzinken
Verzinken is het aanbrengen van een dun laagje zink op een metalen voorwerp. Dit is een manier om de metalen te beschermen tegen corrosie.

## Werking
Het verzinken beschermt zo bijvoorbeeld ijzer tegen de vorming van roest. Dit gebeurt op drie manieren, namelijk; 
- Doordat het oppervlak van het zink reageert met zuurstof in de lucht of water ontstaat er een oxidelaag, wat na een tijd het zink geheel afsluit voor zuurstof, de zogenaamde patinalaag. Hierdoor kunnen de zuurstofmoleculen het ijzer niet meer bereiken en geen roest-of oxidevorming veroorzaken.
- Bij reactie met zuurstof vormen zich zinkoxiden, die daarbij uitzetten, zodat de beschermende laag goed afgesloten blijft door de kathodische werking van het zink.
- De kathodische werking houdt in dat het zink zich opoffert voor het ijzer. Deze kathodische bescherming werkt alleen in waterige milieus en berust op het feit dat zink een lagere potentiaal heeft dan ijzer volgens de galvanische reeks. Daardoor blijven ook beschadigde plekken en boorgaten voor bouten en schroeven nog beschermd tegen roest.

Wordt ijzer (of een ander metaal) blootgesteld aan water, dan zullen sommige ionen in oplossing gaan. Ze laten een overschot aan elektronen achter zodat die plaats negatief geladen wordt, een zogenaamde anode. Omdat andere plaatsen een hogere potentiaal hebben zijn zij de kathoden, deze ondervinden geen corrosie doordat er een constante aanvoer van elektronen is. De opgeloste ionen vormen zouten met oxidatoren in het water, bijvoorbeeld zuurstof. Doordat de zouten vaak slecht oplosbaar zijn ontstaat er een neerslag op het metaal, en zo treedt, in dit geval, roestvorming op bij ijzer. 

Zink kan hiertegen beschermen als het in elektrisch contact wordt gebracht met ijzer, doordat het van zichzelf een lagere potentiaal heeft dan ijzer. Het zink gaat in oplossing en wordt de anode zodat het ijzer van elektronen voorzien wordt en de ionen niet in oplossing zullen gaan. Een coating is werkzamer naarmate deze meer zinkdeeltjes bevat.

## Eigenschappen en toepassingsgebieden

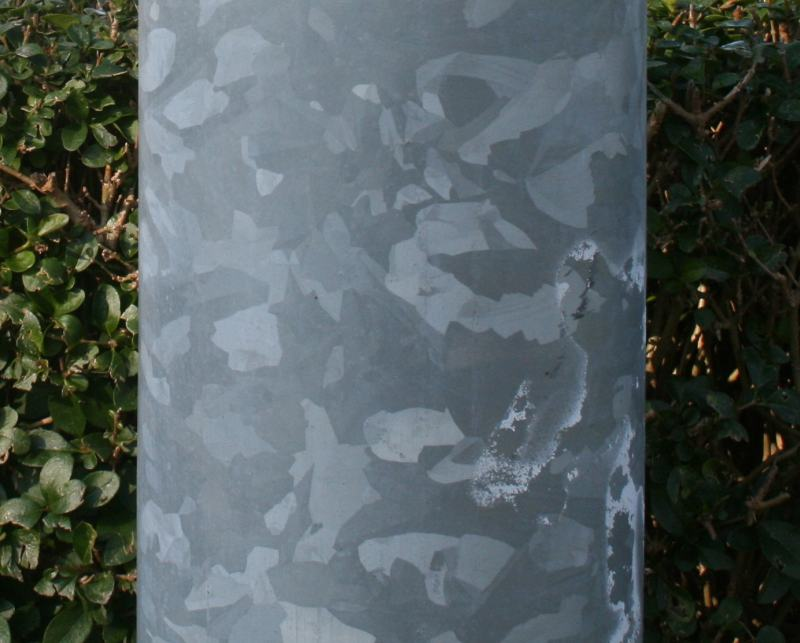
typerend oppervlak van een thermisch verzinkte verlichtingspaal

Thermisch verzinkt staal heeft een kenmerkend, enigszins gevlekt, uiterlijk. Het is bij uitstek geschikt voor gebruik in de open lucht. De beschermende zink(legerings)laag verbindt zich chemisch met het staaloppervlak, zodat het niet kan afbladderen. Zink-ijzerlegeringen zijn zeer hard en slijtvast. 
Thermisch verzinkt staal wordt bijvoorbeeld toegepast bij:
- buizen van hekwerken, sierhekken
- luchtkoelers voor koel- en vriestoepassingen
- constructies voor hallen en loodsen
- trappen, zoals brandtrappen aan de buitenkant van een gebouw
- leuningen, bijvoorbeeld voor stadions, bruggen, en dergelijke
- fietsenrekken
- vangrails
- aanhangwagens, boottrailers, caravan chassis/onderstel

## De coatinglaag
De legeringslagen die zich vormen zijn, van binnen naar buiten, de gammadubbellaag, de deltalaag en de zètalaag: 
- De gammadubbellaag bestaat, zoals de naam al doet vermoeden, eigenlijk uit twee lagen. Beide zijn echter zo dun dat ze zelfs onder de rasterelektronenmicroscoop (SEM) maar nauwelijks van elkaar te onderscheiden zijn. De lagen bevatten 23 tot 28% ijzer, houden een kubische kristalstructuur en hebben een potentiaal van -450mV.
- De deltalaag, ook wel de pallisadelaag genoemd, is onder de rasterelektronenmicroscoop als een brede, donkere band te herkennen. Ze bevat 3 tot 18% ijzer, heeft een hexagonale structuur en heeft een potentiaal van -500mV.
- De zètalaag ten slotte, ook wel floatinglaag, bestaat uit lange, rechtopstaande kristallen. Ze bestaat voor 6% tot 7,5% uit ijzer, is monoklien van structuur en heeft een potentiaal van -600mV.
- De zinklaag zelf, die wel ètalaag of stollingslaag wordt genoemd, glimt en is licht van kleur, heeft een hexagonale structuur en heeft een potentiaal van -760mV.

De potentiaal van de lagen wordt kleiner naarmate men dichter bij het buitenoppervlak komt, zodat de kathodische werking toeneemt en de buitenste lagen de meeste bescherming bieden

## Methoden
Er zijn verschillende methoden van verzinken: 
- thermisch verzinken, door dompelen in een bad met gesmolten zink.
- galvaniseren, is een methode die gebruikmaakt van elektriciteit om een voorwerp te bedekken met een laagje metaal (bv. zink).
- schoperen, waarbij zinkdraad of zinkpoeder door een spuitpistool getransporteerd en met een vlam verhit wordt.
- sherardiseren of diffusieverzinken, het aanbrengen van een zinklaag door verhitting van producten en zinkpoeder in een oven.